# Twierdzenie Bolzana-Weierstrassa
Twierdzenie Bolzana-Weierstrassa – jeden z podstawowych wyników w analizie matematycznej. Mówi ono, że każdy ograniczony ciąg liczb rzeczywistych zawiera podciąg zbieżny. We współczesnym ujęciu oznacza to, że domknięte i ograniczone podzbiory prostej rzeczywistej są ciągowo zwarte. Twierdzenie to jest bezpośrednim wnioskiem z twierdzenia Heinego-Borela, głoszącego, że podzbiór prostej jest zwarty wtedy i tylko wtedy, gdy jest on domknięty i ograniczony oraz z równoważności zwartości ze zwartością ciągową w przestrzeniach metryzowalnych.
Twierdzenie było najpierw udowodnione przez czeskiego matematyka Bernarda Bolzana, ale jego praca pozostała niezauważona. Twierdzenie było później ponownie odkryte i udowodnione przez niemieckiego matematyka Karla Weierstrassa.

## Twierdzenie
Z każdego ograniczonego ciągu liczb rzeczywistych {\displaystyle (c_{n})_{n=0}^{\infty }} można wybrać podciąg zbieżny, tzn. można wybrać rosnący ciąg indeksów {\displaystyle n_{0},n_{1},n_{2},n_{3},\dots ,n_{k}} tak, że ciąg {\displaystyle (c_{n_{k}})_{k=0}^{\infty }} jest zbieżny.

## Dowody

### Pierwszy
Załóżmy, że {\displaystyle (c_{n})_{n=0}^{\infty }} jest ciągiem liczb rzeczywistych, {\displaystyle a<b} oraz {\displaystyle a<c_{n}<b} dla wszystkich {\displaystyle n.} Indukcyjnie wybieramy liczby {\displaystyle a_{k},b_{k}\in [a,b]} oraz liczby naturalne {\displaystyle n_{k},} tak że dla każdego {\displaystyle k} mamy
- {\displaystyle n_{0}=0,} {\displaystyle a_{0}=a,} {\displaystyle b_{0}=b,}
- {\displaystyle n_{k}<n_{k+1},} {\displaystyle a_{k}\leqslant a_{k+1}\leqslant c_{n_{k+1}}\leqslant b_{k+1}\leqslant b_{k},}
- {\displaystyle b_{k}-a_{k}=(b-a)\cdot 2^{-k},}
- zbiór {\displaystyle \{n:c_{n}\in [a_{k},b_{k}]\}} jest nieskończony.

Pierwszy warunek powyżej definiuje {\displaystyle n_{0},a_{0},b_{0}.} Przypuśćmy, że wybraliśmy już {\displaystyle n_{k},a_{k},b_{k}} tak, że wymagania sformułowane powyżej są spełnione. Niech {\displaystyle d={\frac {a_{k}+b_{k}}{2}}.} Jeśli zbiór {\displaystyle \{n:c_{n}\in [a_{k},d]\}} jest nieskończony, to połóżmy {\displaystyle a_{k+1}=a_{k},} {\displaystyle b_{k+1}=d} i wybierzmy {\displaystyle n_{k+1}>n_{k}} tak że {\displaystyle a_{k+1}\leqslant c_{n_{k+1}}\leqslant b_{k+1}.} Jeśli zbiór {\displaystyle \{n:c_{n}\in [a_{k},d]\}} jest skończony, to wtedy zbiór {\displaystyle \{n:c_{n}\in [d,b_{k}]\}} musi być nieskończony. W tym wypadku deklarujemy, że {\displaystyle a_{k+1}=d,} {\displaystyle b_{k+1}=b_{k}} i wybieramy {\displaystyle n_{k+1}>n_{k}} tak że {\displaystyle a_{k+1}\leqslant c_{n_{k+1}}\leqslant b_{k+1}.}
Po przeprowadzeniu powyższej konstrukcji zauważamy, że ciąg {\displaystyle (c_{n_{k}})_{k=0}^{\infty }} jest ciągiem Cauchy’ego, a więc wobec zupełności prostej rzeczywistej jest on zbieżny.

### Drugi
Załóżmy, że {\displaystyle (c_{n})_{n=0}^{\infty }} jest ograniczonym ciągiem liczb rzeczywistych i niech {\displaystyle L=\inf\{c_{n}:n\},} {\displaystyle R=\sup\{c_{n}:n\},} {\displaystyle M=(R+L)/2} i niech {\displaystyle \Delta =[L,R].}
Niech teraz {\displaystyle \Delta _{\epsilon }=[L_{\epsilon },R_{\epsilon }]} będzie rodziną podprzedziałów przedziału {\displaystyle \Delta } indeksowaną skończonymi ciągami zero-jedynkowymi określoną wzorami:
{\displaystyle \Delta _{\langle 0\rangle }=[L,M],\Delta _{\langle 1\rangle }=[M,R]} oraz {\displaystyle \Delta _{\epsilon \langle 0\rangle }=[L_{\epsilon },M_{\epsilon }]} i {\displaystyle \Delta _{\epsilon \langle 1\rangle }=[M_{\epsilon },R_{\epsilon }],}
gdzie {\displaystyle M_{\epsilon }=(L_{\epsilon }+R_{\epsilon })/2.}
Łatwo zauważyć, że długość przedziału {\displaystyle \Delta _{\epsilon }} równa jest {\displaystyle (R-L)/2^{n},} gdzie {\displaystyle n} jest długością ciągu {\displaystyle \epsilon } oraz dla dowolnych dwóch {\displaystyle \epsilon ',} {\displaystyle \epsilon ''}
{\displaystyle \Delta _{\epsilon ''}\subseteq \Delta _{\epsilon '}}
wtedy i tylko wtedy, gdy ciąg {\displaystyle \epsilon '} jest początkiem ciągu {\displaystyle \epsilon ''.}
Łatwo też widać, że istnieje nieskończony rosnący ciąg indeksów {\displaystyle (\epsilon _{n})_{n},} dla którego każdy z przedziałów {\displaystyle {\tilde {\Delta }}_{n}=\Delta _{\epsilon _{n}},} {\displaystyle n\in N} zawiera nieskończenie wiele wyrazów ciągu {\displaystyle (c_{n})_{n}.}
Niech teraz {\displaystyle n_{0}=0} oraz {\displaystyle n_{k+1}=\min\{m>n_{k}:c_{m}\in {\tilde {\Delta }}_{k}\}.} Wówczas {\displaystyle (n_{k})_{k}} jest ściśle rosnący oraz {\displaystyle c_{n_{k}}\in {\tilde {\Delta }}_{k}.}
Pokażemy, że ciąg {\displaystyle c_{n_{k}}} jest zbieżny do {\displaystyle L^{\star }=\sup\{{\tilde {L}}_{n}:n\in N\},} gdzie {\displaystyle {\tilde {L}}_{n}=L_{\epsilon _{n}}.}
Niech zatem {\displaystyle \varepsilon >0} i niech {\displaystyle N} będzie takie, że {\displaystyle 1/2^{N}<\varepsilon /2} oraz niech {\displaystyle K} będzie takie, że {\displaystyle L^{\star }-\varepsilon /2<{\tilde {L}}_{K}\leqslant L^{\star }.}
Biorąc teraz {\displaystyle k\geqslant \max\{N,K\}} mamy:
{\displaystyle |c_{n_{k}}-L^{\star }|<|c_{n_{k}}-{\tilde {L}}_{k}|+|{\tilde {L}}_{k}-L^{\star }|=|c_{n_{k}}-{\tilde {L}}_{k}|+(L^{\star }-{\tilde {L}}_{k})\leqslant 1/2^{k}+(L^{\star }-{\tilde {L}}_{K})<\varepsilon /2+\varepsilon /2=\varepsilon }
Tym samym wykazaliśmy zbieżność ciągu {\displaystyle (c_{n_{k}})_{k}} do {\displaystyle L^{\star }.}

### Trzeci
Niech {\displaystyle (c_{n})_{n}} będzie takim ciągiem jak do tej pory, niech {\displaystyle L=\inf\{c_{n}:n\},} {\displaystyle R=\sup\{c_{n}:n\}} i niech {\displaystyle d=(R-L)/2.}
Niech dalej {\displaystyle M_{0}=(L+R)/2} oraz niech {\displaystyle M_{k+1}=M_{k}-d/2^{k+1}} jeśli zbiór {\displaystyle \{n:M_{k}-d/2^{k}\leqslant c_{n}\leqslant M_{k}\}} jest nieskończony oraz {\displaystyle M_{k+1}=M_{k}+d/2^{k+1}} w przeciwnym wypadku. Wykażemy indukcyjnie, że przedziały {\displaystyle \Delta _{k}=[M_{k}-d/2^{k},M_{k}+d/2^{k}]} zawierają nieskończenie wiele elementów ciągu {\displaystyle (c_{n})_{n}.}
Ponieważ dla {\displaystyle k=0,} mamy {\displaystyle \Delta _{0}=[M_{0}-d,M_{0}+d]=[L,R],} baza indukcji jest prawdziwa.
Załóżmy zatem, że dla pewnego {\displaystyle k} przedział {\displaystyle \Delta _{k}=[M_{k}-d/2^{k},M_{k}+d/2^{k}]} zawiera nieskończenie wiele elementów ciągu {\displaystyle (c_{n})_{n}.} Jeśli zbiór {\displaystyle \{n:M_{k}-d/2^{k}\leqslant c_{n}\leqslant M_{k}\}} jest nieskończony, to {\displaystyle M_{k+1}=M_{k}-d/2^{k+1}} i wówczas {\displaystyle \Delta _{k+1}=[M_{k+1}-d/2^{k+1},M_{k+1}+d/2^{k+1}]=[M_{k}-d/2^{k},M_{k}],} czyli zawiera nieskończenie wiele elementów rozważanego ciągu.
Jeśli zbiór {\displaystyle \{n:M_{k}-d/2^{k}\leqslant c_{n}\leqslant M_{k}\}} nieskończony nie jest, to musi być nieskończony {\displaystyle \{n:M_{k}\leqslant c_{n}\leqslant M_{k}+d/2^{k}\},} na mocy założenia indukcyjnego i wówczas {\displaystyle M_{k+1}=M_{k}+d/2^{k+1}} oraz {\displaystyle \Delta _{k+1}=[M_{k+1}-d/2^{k+1},M_{k+1}+d/2^{k+1}]=[M_{k},M_{k}+d/2^{k}],} co dopełnia dowód kroku indukcyjnego.
Niech teraz {\displaystyle m_{0}=0} i niech {\displaystyle m_{k+1}=\min\{n>m_{k}:c_{n}\in \Delta _{k+1}\}.} {\displaystyle (c_{m_{n}})_{n}} jest podciągiem ciągu {\displaystyle (c_{n})_{n}.} Ciąg {\displaystyle L_{n}=M_{n}-d/2^{n}} jest rosnący i ograniczony, więc posiada supremum {\displaystyle L^{\star }.} Pokażemy, że {\displaystyle L^{\star }=\lim _{n\to \infty }c_{m_{n}}.}
Niech w tym celu {\displaystyle \varepsilon >0} i niech {\displaystyle N} będzie takie, że {\displaystyle 1/2^{N}<\varepsilon /2} oraz niech {\displaystyle K} będzie takie, że {\displaystyle L^{\star }-\varepsilon /2<{L}_{K}\leqslant L^{\star }.}
Biorąc teraz {\displaystyle n\geqslant \max\{N,K\}} mamy:
{\displaystyle |c_{m_{n}}-L^{\star }|<|c_{m_{n}}-{L}_{n}|+|{L}_{n}-L^{\star }|=(c_{m_{n}}-{L}_{n})+(L^{\star }-{L}_{n})\leqslant 1/2^{n}+(L^{\star }-{L}_{K})<\varepsilon /2+\varepsilon /2=\varepsilon }
Tym samym wykazaliśmy zbieżność ciągu {\displaystyle (c_{m_{n}})_{n}} do {\displaystyle L^{\star }.}
Zauważmy, że {\displaystyle L^{\star }} jest także granicą ciągów {\displaystyle (M_{n})_{n}} oraz {\displaystyle R_{n}=M_{n}+d/2^{n}.}

## Literatura dodatkowa
- Grigorij Fichtenholz: Rachunek różniczkowy i całkowy. Warszawa: Państwowe Wydawnictwo Naukowe, 1972. Brak numerów stron w książce
- Franciszek Leja: Rachunek różniczkowy i całkowy. Warszawa: PWN, 1973. Brak numerów stron w książce
- Walter Rudin: Podstawy analizy matematycznej. Warszawa: PWN, 1976. Brak numerów stron w książce